# گرانت دویل (تنیس‌باز)
گرانت دویل (انگلیسی: Grant Doyle؛ زاده ۹ ژانویهٔ ۱۹۷۴) یک تنیس‌باز حرفه‌ای اهل استرالیا است.